# Nicolas Sanchez de Aguilar
Nicolas François Sanchez de Aguilar (Brussel, 9 april 1739 - aldaar, 28 januari 1822) was een jurist en ambtenaar in de Oostenrijkse Nederlanden.

## Biografie

### Familie
Nicolas Sanchez de Aguilar was een zoon van Michel-Joseph Sanchez de Aguilar en Elisabeth de Kinder. Zijn jongere broer Bruno was lid van de Geheime Raad. De familie de Aguilar werd in 1735 door keizer Karel VI in de adelstand opgenomen.
Hij trouwde in 1772 in Brussel met Barbe van de Velde (1736-1777), dochter van Jean-Guillaume van de Velde, raadslid bij de Rekenkamer. Ze kregen twee zoons en een dochter. Hij trouwde in 1785 met Jeanne Beydaels (1766-1809), dochter van Jean-Baptiste Beydaels, heer van Zittaart. Ze kregen drie dochters.

### Loopbaan
Aguilar studeerde rechten aan de universiteit van Leuven en werd advocaat bij de Raad van Brabant. Hij werd nadien attaché bij de Jointe voor Besturen en Subsidiezaken en auditeur en in 1778 raadslid bij de Rekenkamer. In 1782 werd hij buitengewoon raadsheer bij de Raad van Financiën. Bij de opheffing van de Collaterale Raden, waarbij ook de Raad van Financiën behoorde, door keizer Jozef II en hun vervanging door de Algemene Regeringsraad in 1787 werd Aguilar op voorstel van gevolmachtigd minister Ludovico di Belgiojoso aangewezen als voorzitter van de nieuw opgerichte rechtbank van eerste aanleg in Brussel. De nieuwe rechtbanken bleven echter vanwege een opstand slechts enkele maanden bestaan.
Gevolmachtigd minister Ferdinand von Trauttmansdorff breidde het aantal departementen van de Algemene Regeringsraad uit en Aguilar kreeg de verantwoordelijkheid over alle juridische zaken met betrekking tot Brabant en de Vlaamse provincies. Zijn inspanningen leverden hem het vertrouwen op van Trauttmansdorff, die zijn talenten en competentie op economisch gebied zeer waardeerde.
Na het jaar 1790 in Wenen te hebben doorgebracht, keerde Aguilar terug tijdens de Eerste Oostenrijkse Restauratie naar de Nederlanden terug en hervatte hij zijn werk bij de Raad van Financiën, waar hij opnieuw de leiding kreeg over het departement van het keizerlijk domein. Hij zat enige tijd de voorlopige commissie voor die belast was met de boekhoudkundige zaken, in afwachting van de reorganisatie van de Rekenkamer. Bij de Tweede Oostenrijkse Restauratie, als een van de oudste leden van de Raad van Financiën, kwam er abrupt een einde aan zijn carrière door de Franse verovering.